# Баумгартен, Константин Ермолаевич
Константин Ермолаевич Баумгартен (нем. Konstantin Ludwig Alexander von Baumgarten; 1819—1902) — генерал от кавалерии русской императорской армии.

## Биография
Родился 27 мая (8 июня) 1819 года на мызе Фональ в Везенбергском уезде Эстляндской губернии; его отец Георг Герман фон Баумгартен (1782—1839) — капитан, маннрихтер и уездный депутат; был внесён в дворянский матрикул Эстляндской губернии в 1818 году. Мать, Анетта, урождённая фон Клейст (1785—1877). Имел брата Фердинанда (1818—1905), генерал-майора.
В марте 1838 года окончил Первый кадетский корпус
В 1861—1868 годах — командир 13-го Владимирского уланского полка; генерал-майор с 1 февраля 1868 года. В 1868—1875 годах — командир 5-й резервной кавалерийской бригады, находившейся в Павловском уезде Воронежской губернии. С 15 июля 1875 года по 6 мая 1884 года был начальником 2-й кавалерийской дивизии, располагавшейся в Сувалках; с 16 апреля 1878 года — генерал-лейтенант. Был уволен с 26 июня 1885 года в отставку «по возрастному цензу» с мундиром и пенсией с производством в генералы от кавалерии.
Умер 8 (21) января 1902 года в Павловске Санкт-Петербургского уезда. Был похоронен на Казанском иноверческом кладбище в Царском Селе.

## Семья
Был женат с 13 декабря 1856 года на графине Юлии Александровне Нирод (1837 — после 1900), дочери Александра Евстафьевича Нирода. Их дети: София-Аннет (1860—1884) Ольга, Вольдемар (1862—1864), Николай (1864—1865), Мориц (1869—?) и ещё один ребёнок, умерший младенцем.

## Награды
- орден Св. Станислава 2-й ст. с императорской короной (1859)
- орден Св. Анны 2-й ст. (1861; императорская корона к ордену — 1863)
- орден Св. Владимира 4-й ст. (1866)
- орден Св. Владимира 3-й ст. (1870)
- орден Св. Станислава 1-й ст.(1872)
- орден Св. Анны 1-й ст. (1875)
- орден Св. Владимира 2-й ст. (1882)
- сербский орден Такова 1-й ст. (1881)